# Le Roi du maquillage
Le Roi du maquillage, známý také pod názvem Les Moustaches indomptables, je francouzský němý film z roku 1904. Režisérem je Georges Méliès (1861–1938). Film trvá zhruba 3 minuty. Ve Spojených státech vyšel pod názvem The Untamable Whiskers a ve Spojeném království jako The King of the Mackerel Fishers.

## Děj
Film zachycuje Georgese Mélièse, jak pomocí křídy nakreslí na tabuli různé druhy postav, které sám ztvární. Nakonec se promění v ďábla, který zničehonic zmizí.